# توني فيلد (لاعب كرة قدم)
توني فيلد (بالإنجليزية: Tony Field)‏ (23 مايو 1942 بتشستر في المملكة المتحدة - ) هو لاعب كرة قدم بريطاني في مركز الهجوم. لعب مع نادي ساوثبورت ونادي تشستر سيتي.